# Aek Godang
Aek Godang is een bestuurslaag in het regentschap Humbang Hasundutan van de provincie Noord-Sumatra, Indonesië. Aek Godang telt 697 inwoners (volkstelling 2010).